# Cynoglossum clandestinum
Cynoglossum clandestinum är en strävbladig växtart som beskrevs av René Louiche Desfontaines. Cynoglossum clandestinum ingår i släktet hundtungor, och familjen strävbladiga växter. Inga underarter finns listade i Catalogue of Life.